# Пробуждающая совесть
«Пробуждающая совесть» (дат. Skammerens datter) — художественный фильм, снятый датским режиссёром Кеннетом Кайнцом по мотивам фэнтезийного романа Лене Кобербёль «Дина. Пробуждающая совесть». Главную роль сыграла Ребекка Эмили Саттруп. Премьера фильма состоялась 26 марта 2015 года.

## Сюжет
Обычный день в королевском замке. Дракан, приёмный сын князя, с дружиною ест за столом, мимо проходит служанка. Она направляется в королевские покои. Стучится в дверь, но ей никто не отвечает. Вместо ответа из-под двери течёт кровь. Она открывает дверь и обнаруживает трупы княжеской семьи: князя, его беременной жены и младшего сына. На её крик сбегается вся дружина. После находят пьяного старшего сына князя Никодемуса в хлеву и с окровавленным ножом.
В это время Дина, дочь Пробуждающей совесть, прогуливается по деревне, жители которой её боятся и прячут глаза. Дина заходит в один из домов, где девочки играют в «принцессу», она просит взят и её в компанию, но её прогоняют. Одна особо стервозная «принцесса» оскорбляет Дину и её семью, за что заслуженно получает наказание. Но отец заступается за дочь и выкидывает Дину на улицу. Расстроенная Дина возвращается домой и там разговаривает с лошадью приговаривая: «Только ты не боишься смотреть мне в глаза». Мелуссина, мать Дины, узнаёт, что натворила дочь. На что Дина заявляет, что ей не нужен дар пробуждающей совесть, если её все боятся. На что мать ей говорит, что дар нужно использовать с умом, придёт время, и она научится этому. И тут к ним приезжает гонец, призывающий Ведьму, Пробуждающую совесть, явиться на суд Никодемуса Ворона.
В замке князь Дракан возмущается решением верховного судьи, на что судья отвечает, что он не сомневается в виновности преступника, но доказать сможет только с помощью Пробуждающей совесть.
Через некоторое время Дракан приезжает к Дине и говорит, что её маме нужна помощь, так как она не так сильна, как её дочь. Дина собирается в замок, но её брат Давин против этого. Дина говорит ему, что видела глаза Дракана, он добрый, честный и безгрешный. Но Давин всё равно даёт ей на всякий случай нож.
По прибытии оказывается, что Мелуссина не звала дочь. Дракан умоляет попробовать Дине посмотреть в душу Никодемуса. Он говорит, что пойдёт на всё, чтобы узнать, кто настоящий убийца, и никогда не простит себе, что не нашёл преступника. Дина соглашается.
Посмотрев в душу Никодемуса, она увидела много грехов и событий, которых он стыдился, но не увидела убийства княжеской семьи. Когда в камеру приходит Дракан, он пытается убить Дину, но Никодемус перерезает горло Дракану ножом, который выпал у Дины, когда её душил приёмный сын князя. Перед этим у Дины получилось увидеть пару грехов Дракана, что очень удивило его. Дина пытается найти маму, но вместо неё находит даму Лизею, чуть не зарезавшую её. Дальше Дина и Нико (Никодемус просил Дину называть его так) сбегают через драконье подземелье. Но один дракон кусает Дину, отчего она падает в обморок.
Дина просыпается в неизвестном ей доме. Бродя по дому, она находит Нико и какого-то алхимика. Нико говорит, что это его друг и учитель, мастер Маунс. После приходит аптекарь Фру Петро, чтобы перевязать руку Дине. Дина узнаёт, что Дракан выжил, так как постоянно пьёт драконью кровь, дающую огромную силу и неуязвимость человеку, узурпировал княжество, объявил себя незаконнорождённым сыном князя и признал Мелуссину и Дину ведьмами, а Никодемуса преступником. И с его правлением теперь закончилась эпоха правления Воронов и началась эпоха династии Драконов. Нико говорит, что Дракан — самозванец, а трон принадлежит ему. Но оказывается, что не всё так просто, и что Дракан на самом деле незаконнорождённый сын дамы Лезеи и князя, и трон по праву может принадлежать ему.
На следующий день врывается стража во главе с князем и сжигает дом, взяв в плен Дину и Маунса. Пока их вели в тюрьму, алхимик разбил пузырёк с туманом, и Дина сбежала.
Вечером она заснула с девчонкой-нищенкой Розой под телегой с хлебом. Утром продавец хлеба прогоняет их, но Дина, воспользовавшись даром, взяла у него хлеб. Роза просит у Дины хлеба, но та говорит, что даст его только в обмен на одежду. Роза и Дина пробираются в дом, нечаянно будят мать Розы и единоутробного брата Ауна. Аун пытается показать, кто здесь хозяин, но быстро успокаивается после взгляда Дины. В закоулке Дина рассказывает Розе свою историю, Роза обещает помочь Дине, но сначала просит, чтобы она посмотрела ей в глаза и сказала, что она видит. Дина говорит, что Розе нечего стыдиться.
Дину замаскировывают под мальчика, и они идут в город. Там они узнают, что завтра собираются казнить мать Дины. Аун выслеживает их и сдаёт страже. Дину приводят к мастеру меча, тот не видит ничего подозрительного, кроме слишком мягких ладоней и того, что «парень» прячет взгляд. Он кричит на Дину, чтобы она посмотрела в глаза. Дина не контролирует дар и тем самым выдаёт себя.
Мастер меча докладывает об этом Дракану, князь рад и говорит, что завтра казнит ведьм. Мастер отвечает, что лучше казнить только одну ведьму, а девчонку отправить в изгнание, народ тогда признает Дракана самым великодушным правителем. Дракан хочет отвергнуть предложение, но мастер говорит, что это отвлекающий манёвр, а ведьму он тихо прирежет. Дракан соглашается.
Мастер вывозит Дину и Розу, которая пыталась спасти Дину, за город и приказывает бежать. Дина отказывается, потому что не собирается никуда без мамы, и убеждает перейти мастера на её сторону. Мастер соглашается, и они отправляются к Фру Петро.
Там оказывается, что Никодемус выжил, и все вместе они готовят план освобождения Маунса и Меллусины.
Фру Петро освобождает мастера Маунса, мастер меча убеждает перейти на сторону Нико и нескольких воинов. Дракан произносит пламенную речь по поводу коронации и казни ведьмы. Роза и Дина срывают её. Дина открывает лицо и публично обвиняет Дракана в убийстве княжеской семьи. Но народ требует правды, выкрикивая, что если князь невиновен, то не побоится посмотреть в глаза Пробуждающей совесть. Дракан спускается и смотрит в глаза Дины, но Дина никак не может увидеть убийство. Дракан шепчет ей, что она, как бы ни была сильна, никогда не увидит ничего, потому что он испытывал удовольствие, убивая своего отца и других членов семьи. Дину приговаривают к казни, и из клетки выпускают дракона. Дина, собрав всю свою силу, телепатически общается с разгневанной толпой, рассказав всё, что она узнала. Толпа требует смерти князя. На что он обещает убить всех, если не преклонят перед ним колени. Народ бунтует. Из клеток выпускают драконов. Начинается паника. Нико убивает дракона, ползущего к Дине и её маме. Дама Лезея убегает. Дракан нападает на Нико. Никодемус побеждает, но не может убить брата.
Вся компания сбегает через подземелье и на лодке уплывает. Дракан стоит на берегу и издаёт вопль отчаянья.
Повстанцы направляются в горы к кланам. Там Дину уже ждут брат и её сестра Мелли.
Там на вечеринке Нико клянётся перед Диной, что убьёт Дракана.

## В главных ролях
| Актёр                 | Роль                                |
| --------------------- | ----------------------------------- |
| Ребекка Эмили Саттруп | Дина Танер                          |
| Эллан Хайд            | брат Дины Давин                     |
| Сельма Ильязовски     | сестра Дины Мелли                   |
| Мария Бонневи         | мать Дины, Давина и Мелли Мелуссина |
| Якоб Офтебро          | Никодемус Ворон                     |
| Петер Плаугборг       | сводный брат Никодемуса Дракан      |
| Стина Экблад          | мать Дракана дама Лезея             |
| Сёрен Маллинг         | мастер меча                         |
| Петра Мария Скотт     | подруга Дины Роза                   |
| Олаф Йоханнессен      | учитель Нокодемуса мастер Маунс     |
| Лаура Бро             | племянница мастера Маунса Фру Петро |
| Адам Илд Роведер      | брат Розы Аун                       |

## Съёмки и производство
Съёмки фильма прошли в 2015 году в Дании, где была создана декорация столицы Дунарка.
Производством фильма занималась компания Nepenthe film совместно с Sirena film, Storm films, Nordisk film distribution, Truenorth, а также Filmlance international AB и Vilaverden film.